# 道格拉斯峰
66°24′S 52°28′E / 66.400°S 52.467°E
道格拉斯峰是南極洲的山峰，位於恩德比地，處於科德林頓山西南面20公里和馬爾山以東15公里，海拔高度1,525米，在1930年1月由探險隊發現，以空軍上尉命名。